# Gradež
Gradež – wieś w Słowenii, w gminie Velike Lašče. W 2018 roku liczyła 262 mieszkańców.